# Capiibary
Capiibary – dystrykt (distrito) w środkowym Paragwaju, w departamencie San Pedro o powierzchni 878 km². Stanowi jeden z 18 dystryktów departamentu. W 2002 roku zamieszkany był przez 25 841 osób. Miejscowość Capiibary jest jedynym ośrodkiem miejskim na obszarze dystryktu.

## Położenie
Graniczy z: 
- departamentem Canindeyú na północnym wschodzie,
- departamentem Caaguazú na wschodzie i południu,
- dystryktem San Estanislao na zachodzie.

## Demografia
W 2002 roku dystrykt zamieszkiwało 25 841 osób, w tym 13 787 mężczyzn (53,4%) i  12 054 kobiet (46,6%). Mieszkańcy dystryktu stanowili 8,1% populacji departamentu. W jedynym ośrodku miejskim – Capiibary skupione było 13,1% ludności dystryktu. Gęstość zaludnienia wynosiła 29 os./km².